# Мартинов Олександр Самойлович

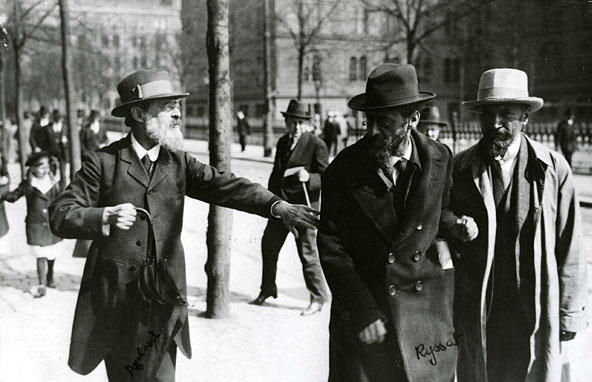
Зліва направо: Павло Аксельрод, Юлій Мартов, Олександр Мартинов 16 травня 1917

Олександр Самойлович Мартинов (Піккер) (рос. Александр Самойлович Мартынов; нар. 12 (24) грудня 1865, Пінськ — пом. 5 червня 1935, Москва) — учасник революційного руху в Росії.

## Біографія
Народився в сім'ї купця. Єврей.
З 1884 член партії «Народна воля»; у 1886 засланий на 10 років до Сибіру. У соціал-демократичному русі з 1890-х років, у 1899 член Єкатеринославського комітету РСДРП. У 1900 емігрував за кордон, увійшов до редакції журналу «Робоча справа», органу «економістів опортуністичної течії» в РСДРП. На 2-му з'їзді РСДРП (1903) антиіскрівець; потім меншовик, один з лідерів меншовизму. Делегат 4-го і 5-го з'їздів партії; на 5-м-коді з'їзді вибраний членом ЦК РСДРП. У роки реакції 1908–1910 ліквідатор. Під час Першої світової війни 1914–1918 центрист, потім меншовик-інтернаціоналіст. Після Жовтневої революції 1917 почав відходити від меншовизму, з яким порвав остаточно в роки Громадянської війни. У 1918–1922 працював вчителем в Україні. На 12-му з'їзді РКП(б) (1923) прийнятий в члени партії; працював в Інституті К. Маркса і Ф. Енгельса. З 1924 член редакції журналу «Комуністичний інтернаціонал».